# Block Up Converter
Pour les articles homonymes, voir BUC.

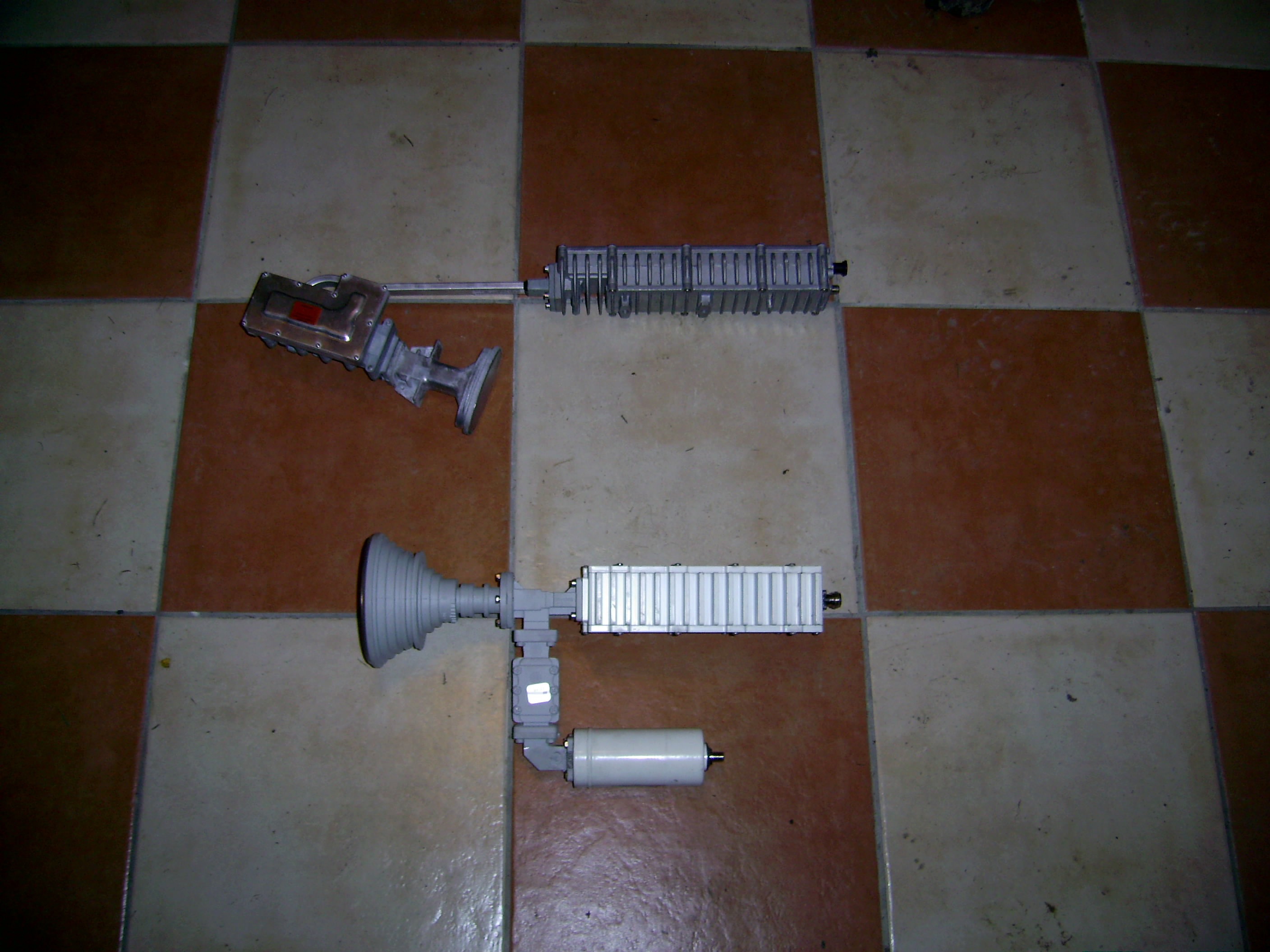
Unité extérieure, comprenant l'OMT, le LNB, le BUC et le cornet d'alimentation

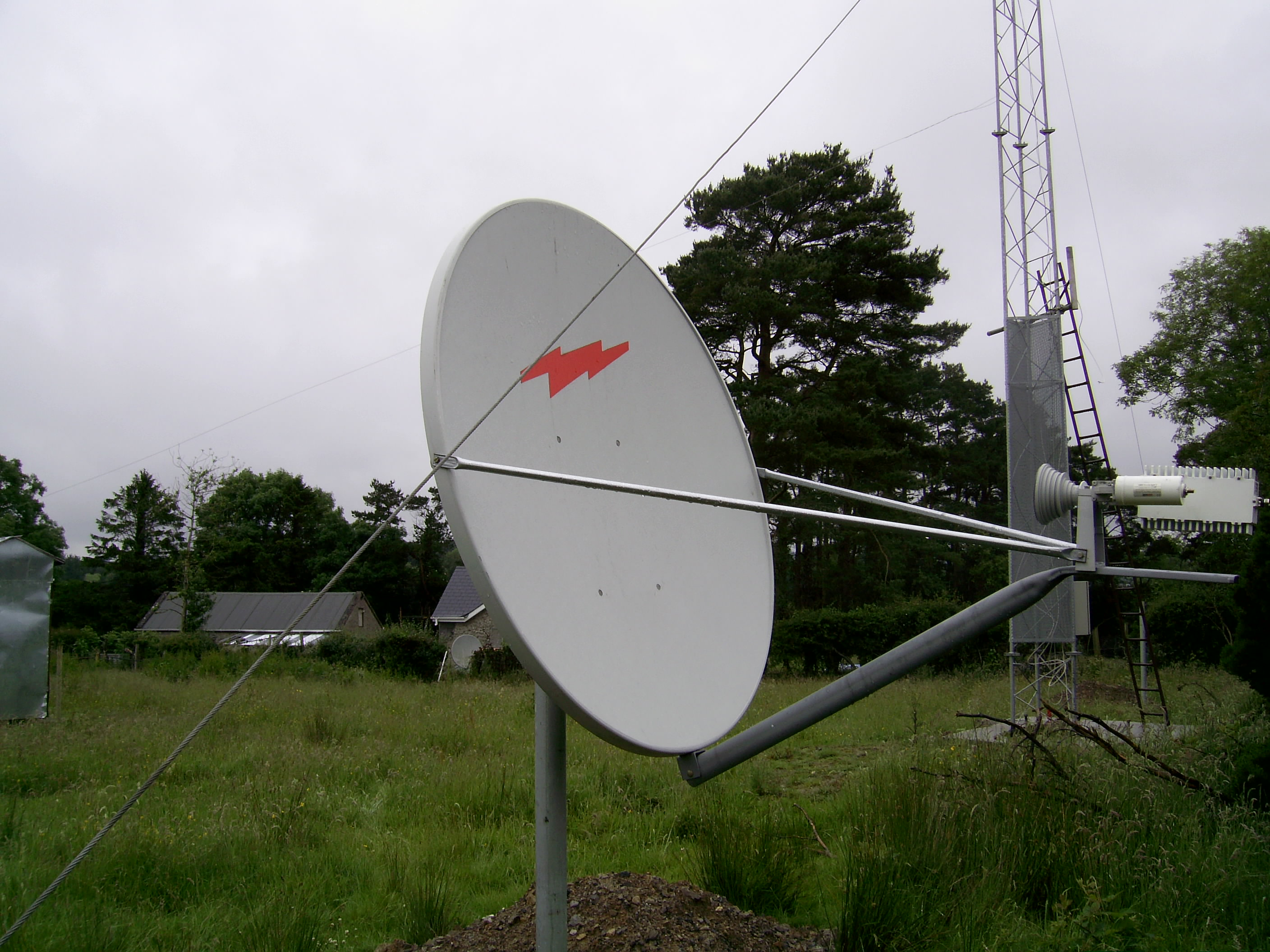
Le montage : la parabole,
l'OMT, le LNB, le BUC

Un Block Up Converter (BUC) est un système utilisé pour la transmission des liaisons montantes des signaux satellite. Il convertit une bande des fréquences (ou le « bloc » de fréquences) d'une fréquence basse vers une fréquence plus élevée. Le BUC s'interface avec la parabole en bande C ou en bande Ku, permettant à un modem d'émettre sur la liaison montante vers un satellite donné. 
Le BUC fait partie de l'unité extérieure ou ODU (Out-Door Unit) qui comprend aussi le LNB, l'OMT et le cornet d'alimentation montés au foyer d'une parabole VSAT.
Le BUC moderne fonctionne en bande L, en bande Ku, en bande C et en bande Ka. La plupart des oscillateurs locaux à verrouillage (de type PLL phase locked loop) d'utilisation de BUCs et LNB exigent une fréquence externe de référence de 10 MHz (mégahertz) afin de maintenir la fréquence transmise correcte. La puissance des BUCs utilisés dans des sites isolés (éloignés) est souvent de 2  ou   4 watts dans la bande Ku et de 5 watts en bande C. La fréquence de référence de 10 MHz est habituellement envoyée sur le même câble que celui qui achemine la porteuse principale. Parfois, des petits BUCs reçoivent également leur alimentation en courant continu par ce même câble, en utilisant un bloc interne de courant continu.
Sur les équipements de type VSAT, les BUCs sont généralement employés avec les LNBs (blocs à faible bruit/Low Noise bloc Down Convertor). Le BUC étant un dispositif d'émission de la liaison montante, il s'accorde « pour transmettre » avec l'OMT vers le cornet d'émission, dispositif pointé vers la parabole. 
Le côté réception du système s'accorde aussi sur l'OMT, où le LNB est le dispositif de conversion de fréquence de la liaison descendante. Le LNB s'accorde « pour recevoir » alors du côté réception. Un exemple d'un système utilisant un BUC et un LNB est un système de VSAT. Le système sert à l'accès bidirectionnel à l'Internet par satellite. 
Un BUC est assemblé avec le LNB en association avec un OMT, au foyer situé en face du réflecteur parabolique.